# Сармьенто де Сотомайор, Гарсия
Гарсиа Сармьенто де Сотомайор-и-Луна (исп. García Sarmiento de Sotomayor y Luna; 1595, Испания — 26 июня, 1659, Лима, Перу) — испанский аристократ, колониальный чиновник. Вице-король Новой Испании с 1642 по 1648, вице-король Перу с 1648 по 1655 годы.

## Молодость
Гарсиа Сармьенто де Сотомайор родился в Испании в 1595 году. Он был потомком древнего аристократического рода, его отец Диего Сармиенто был командором ордена Алькантара и приближённым испанского короля.

## В Новой Испании
Когда испанские власти заподозрили вице-короля Новой Испании Диего Лопес Пачеко в связях с португальскими мятежниками, испанский король Филипп V назначил Гарсиа Сармиенто новым вице-королём Новой Испании. До его приезда в колонию на посту вице-короля находился католический епископ, свергнувший заподозренного Диего Лопес Пачеко.
Новый вице-король прибыл в колонию 23 ноября 1642 года и приступил к выполнению обязанностей. Новую Испанию он застал в хорошем состоянии дел и относительном спокойствии по сравнению с другими колониями Испанской Америки.
В 1648 году он послал экспедицию для завоевания и колонизации Калифорнии, но экспедиция возвратилась, не найдя ничего интересного для короны. В правление Гарсиа Сармьенто были основаны несколько новых городов, а также военные форты для защиты важных стратегических направлений. Он заключил мирные соглашения с индейскими племенами на севере колонии, а также подавлял восстания других племён.
При нём были восстановлены разрушенные акведуки, снабжавшие Мехико водой.
13 мая 1648 года на посту вице-короля его сменил Маркос де Торрес и Руэда, а сам он отправился на повышение в Перу.

## В Перу
В порт Кальяо Гарсиа Сармиенто прибыл 28 августа 1648 года, в должность официально он вступил 20 сентября того же года.
Будучи вице-королём он, в целях защиты от португальского вторжения запретил торговать всем португальским торговцам на Тихоокеанском побережье Перу (в то время вице-королевство Перу имело выход к Атлантике). Также он существенно повысил доходы казначейства и принял меры для увеличения добычи серебра. При нём существенно был ограничен, а потом и вовсе запрещён оборот низкопробной монеты.
В период своего правления он благоприятствовал распространению иезуитских миссий в колонии.
31 марта 1650 года произошло сильное землетрясение в Куско, разрушения после которого пришлось ликвидировать Гарсиа Сармиенто.
24 февраля 1655 года его на посту вице-короля Перу сменил Луис Энрикес де Гусман, но он не смог отплыть в Испанию, поскольку та находилась в состоянии войны с Англией. Гарсиа Сармьенто скончался в Лиме 26 апреля 1659 года.